# موریستاون (تنسی)
موریستاون(به انگلیسی: Morristown) شهری در ایالت تنسی کشور ایالات متحده آمریکا است که جمعیت آن در سرشماری سال ۲۰۱۰ میلادی، ۲۹٬۱۳۷ نفر بوده‌است.